# Näs kyrka, Skåne
Näs kyrka är en kyrka i Östra Onsjö församling i Lunds stift och ligger vid Trollenäs slott i Eslövs kommun.

## Kyrkobyggnaden
Kyrkan som uppfördes under 1100-talet har byggts om och ut ett antal gånger samt även delvis rivits. Takvalven med målningar tillkom på 1400-talet. Norra utbyggnaden tillkom år 1600 för att ge kyrkan fler sittplatser. År 1860, när en ny kyrka byggdes, revs kyrktornet från 1641. Kyrkan fick stå kvar och trappgavlar murades upp. Kyrkan restaurerades 1925–1926 då bland annat norra utbyggnaden byggdes om till gravkor.

## Inventarier
- Dopfunten är från 1100-talet men är inte kyrkans ursprungliga funt. Tillhörande dopfat som har bilder föreställande jungfru Maria och ängeln Gabriel.
- Altaruppsatsen är tillverkad 1771 av en okänd mästare och har ersatt en yngre från år 1817.
- Kyrkan har inget permanent instrument.